# Яхсат 1Б
Яхсат 1Б (англ. Yahsat 1B) — коммерческий геостационарный телекоммуникационный спутник военного и гражданского назначения, принадлежащий спутниковому оператору Яхсат (англ. Al Yah Satellite Communications Company) (ОАЭ). Альтернативная русская транскрипция — ЯСат 1Б.
Наряду с ранее запущенным спутником Яхсат 1А, Яхсат 1Б будет обслуживать как государственных, так и коммерческих пользователей на Ближнем Востоке, в Африке, Европе и Юго-Западной Азии и будет служить для различных приложений спутниковой связи, таких как телевидение высокой чёткости или услуги широкополосного доступа.

## Конструкция
Головным разработчиком космического аппарата (КА) «Яхсат 1Б» является компания Astrium и поэтому спутник основан на её платформе Eurostar 3000 со сроком активного существования более 15 лет. Стартовый вес спутника — 6000 кг. Для коррекции орбиты, спутник оснащен российскими плазменными двигателями СПД-100. Мощность передаваемая модулю полезной нагрузки составляет 12 кВт. Кроме того компания Astrium отвечает за наземный сегмент системы из двух спутников.
Компания Thales Alenia Space отвечает за разработку полезной нагрузки и обеспечивает выведение спутника на орбиту. В отличие от «Яхсат 1А», КА «Яхсат 1Б» будет нести только транспондеры Ka-диапазона для обеспечения правительственной и военной связи.

## Запуск спутника
Запуск спутника осуществила компания International Launch Services (ILS) с помощью РН Протон-М с разгонным блоком Бриз-М. Запуск был произведён 24.04.2012, с площадки 200Л (ПУ № 39) космодрома Байконур, он стал 376-м пуском РН «Протон». В 11:30:13 МСК спутник отделился от разгонного блока, после чего управление аппаратом было передано заказчику.
Первый спутник системы, Яхсат 1А, был успешно запущен 22.04.2011 ракетой-носителем Ariane-5ECA со стартовой площадки ELA-3 космодрома Куру.

## Орбитальная позиция
Первоначально планировалось вывести КА «Яхсат 1Б» в орбитальную позицию 52,5° в. д., но примерно за год до запуска планы были скорректированы и спутник выведен в орбитальную позицию 47,5° в. д. Это исключило многие проблемы взаимной координации с российским спутником «Экспресс АМ5», для которого заявлена орбитальная позиция 53° в. д.